# Knut Fredriksson

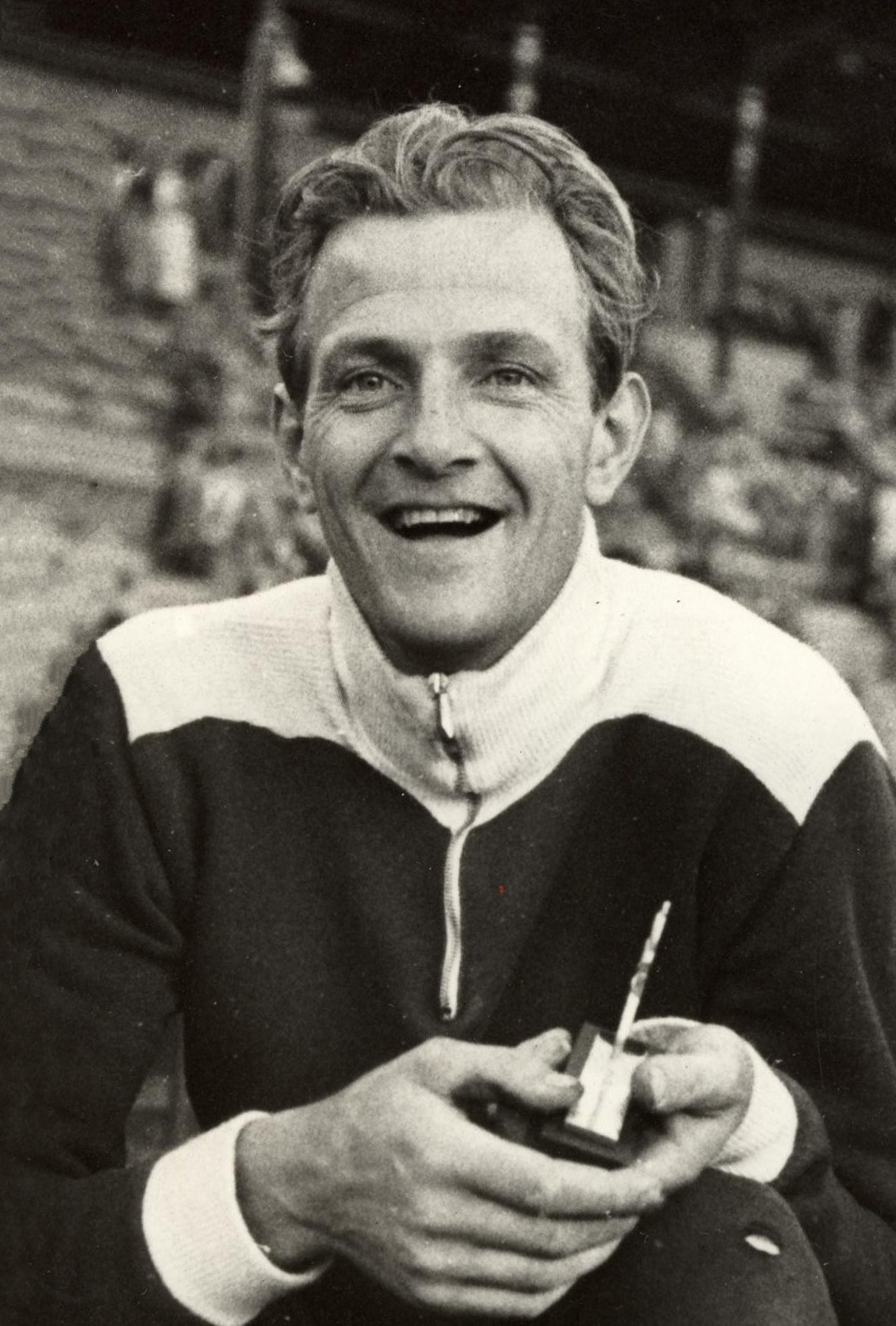
Knut Fredriksson

Knut Fredriksson (Knut Rudolf „Favör-Fredrik“ Fredriksson; * 3. März 1930 in Gustavsfors, Bengtsfors; † 19. Mai 2019 in Bengtsfors) war ein schwedischer Speerwerfer.
Bei den Leichtathletik-Europameisterschaften 1958 in Stockholm wurde er Neunter und bei den Olympischen Spielen 1960 in Rom Sechster.
Viermal wurde er Schwedischer Meister (1954, 1958–1960). Seine persönliche Bestleistung von 82,96 m stellte er am 2. Juli 1959 in Göteborg auf.